# Liste der Parlamentsabgeordneten von Malta (1921–1924)
Diese Liste gibt einen Überblick über die Mitglieder des Repräsentantenhauses von Malta in der Wahlperiode von 1921 bis 1924.
| Name                     | Fraktion | Wahlkreis | Bemerkungen                                  |
| ------------------------ | -------- | --------- | -------------------------------------------- |
| Giovanni Adami           | UPM      | 1         |                                              |
| Edgardo Arrigo           | UPM      | 1         |                                              |
| Augusto Bartolo          | CON      | 2         |                                              |
| Paolo Borg Grech         | CdL      | 5         |                                              |
| Salvatore Borg Olivier   | UPM      | 7         |                                              |
| Luigi Borg               | UPM      | 6         |                                              |
| Michel Borg              | UPM      | 3         |                                              |
| Carmelo Bugelli          | UPM      | 4         |                                              |
| Francesco Buhagiar       | UPM      | 6         |                                              |
| Vincenzo Busuttil        | CdL      | 5         | verstorben; Nachrücker Mifsud, Arturo        |
| Filippo Nicolo Buttigieg | UPM      | 3         |                                              |
| Luigi Camilleri          | DNP      | 8         | verstorben; Nachrücker C. Mifsud Bonnici     |
| Antonio Dalli            | UPM      | 3         |                                              |
| Enrico Dandria           | UPM      | 2         |                                              |
| Giuseppe De Giorgio      | UPM      | 7         |                                              |
| Michael Dundon           | CdL      | 4         |                                              |
| Vincenzo Farrugia        | CdL      | 2         |                                              |
| Francesco Ferris         | UPM      | 7         |                                              |
| Pier Giuseppe Frendo     | CdL      | 4         | zurückgetreten; Nachrücker Bencini, Giovanni |
| Alfred Gera De Petri     | CON      | 1         |                                              |
| Robert Hamilton          | CON      | 4         |                                              |
| Charles Sydney Henry     | CON      | 3         |                                              |
| Alfonso Maria Hili       | DNP      | 8         |                                              |
| Alfredo Mattei           | UPM      | 5         |                                              |
| Giuseppe Micallef        | DNP      | 8         |                                              |
| Ugo Pasqale Mifsud       | UPM      | 1         |                                              |
| Enrico Mizzi             | DNP      | 8         |                                              |
| Leone Portelli           | CdL      | 5         |                                              |
| Emmanuele Said           | UPM      | 2         |                                              |
| Walter Salamone          | CON      | 6         |                                              |
| Gerald Strickland        | CON      | 6         |                                              |
| Edwin Vassallo           | CON      | 7         |                                              |

Quelle: Maltadata

## Einzelnachweis
1. ↑  Members of Parliament, 1921 - 2008. maltadata.com, archiviert vom Original am 3. Januar 2014; abgerufen am 21. Juli 2019 (englisch).